# Wardan Sakarjan
Wardan Sakarjan (* 16. November 1970 in Jerewan, Armenische SSR) ist ein ehemaliger deutscher Boxer armenischer Herkunft im Fliegengewicht. Er war unter anderem Teilnehmer der Olympischen Sommerspiele 2000 in Sydney.

## Boxkarriere
Sakarjan begann mit dem Boxsport laut eigener Aussage im Alter von zehn Jahren in Jerewan, Armenien. 1994 kam er nach Deutschland und boxte für den DGF Flensborg, wo er von Horst Böhrnsen trainiert wurde. Für die Kampfgemeinschaft Flensburg/SV Polizei Hamburg boxte er in der Oberliga und 2. Bundesliga, sowie für den Velberter BC in der 1. Bundesliga.
1999 erhielt er die Deutsche Staatsangehörigkeit und wurde noch im selben Jahr Deutscher Meister, zudem erreichte er bei der europäischen Olympiaqualifikation in Istanbul, u. a. mit Siegen gegen Andrzej Rżany und Wachtang Dartschinjan, das Finale, womit er sich für die Olympischen Spiele 2000 in Sydney qualifizierte. Zuvor startete er noch bei der Europameisterschaft 2000 in Tampere, wo ihm erneut ein Sieg gegen Wachtang Dartschinjan gelang, ehe er im Viertelfinale gegen Juho Tolppola ausschied, den er im März 2000 im Finalkampf des Multi Nations Tournament in Liverpool besiegt hatte. Bei den Olympischen Spielen unterlag er in der Vorrunde gegen den späteren Olympiasieger Wijan Ponlid.
Danach nahm er noch an der Weltmeisterschaft 2001 in Belfast teil, wo er im Viertelfinale gegen den späteren Vizeweltmeister Wolodymyr Sydorenko ausschied. 2004 wurde er nochmals Deutscher Meister.

## Sonstiges
Nach seiner Wettkampfkarriere wurde er zunächst Boxtrainer im BC Flensburg, dann Bundestrainer für Boxen am Olympiastützpunkt Rhein-Neckar in Heidelberg. Später zog er nach Hamburg, wurde Landestrainer beim Hamburger Boxverband und Trainer beim Profiboxstall Universum Box-Promotion. Zu seinen betreuten Sportlern zählten Ina Menzer, Mahmoud Charr, Ruslan Chagayev und Vitali Tajbert.